# Enki (album)
Enki je šesti studijski album izraelskog black metal-sastava Melechesh. Album je 27. veljače 2015. godine objavila diskografska kuća Nuclear Blast.

## O albumu
Album je bio snimljen u ljeto 2014. u studijima Devasoundz Studios u Ateni, Grčkoj. Bubnjarske dionice bile su snimljene u studiju Grindhouse Studio, također u Ateni. Miksanje i mastering albuma bili su izvršeni u studiju Black Lounge Studios u Avesti, Švedskoj. Na albumu se kao gostujući pjevači pojavljuju Max Cavalera, pjevač grupe Soulfly, koji pjeva na skladbi "Lost Tribes", dok pjevač Rotting Christa, Sakis Tolis, pjeva na skladbi "Enki - Divine Nature Awoken". Na Enkiju se pojavljuje i gostujući gitarist Rob Caggiano, član skupine Volbeat, koji je svirao gitaru na skladbi "The Palm, the Eye and Lapis Lazuli".

## Popis pjesama
Tekstovi i glazba: Melechesh Ashmedi. 
| 1.    | »Tempest Temper Enlil Enraged«       | 6:32  |
| 2.    | »The Pendulum Speaks«                | 4:18  |
| 3.    | »Lost Tribes«                        | 6:17  |
| 4.    | »Multiple Truths«                    | 5:07  |
| 5.    | »Enki - Divine Nature Awoken«        | 8:38  |
| 6.    | »Metatron and Man«                   | 6:32  |
| 7.    | »The Palm, the Eye and Lapis Lazuli« | 4:08  |
| 8.    | »Doorways to Irkala« (instrumental)  | 8:00  |
| 9.    | »The Outsiders«                      | 12:48 |
| 62:20 |                                      |       |

## Zasluge
| Melechesh - Melechesh Ashmedi – vokali, gitara, klavijature, udaraljke, saz, esraj, produkcija - Lord Curse – bubnjevi, udaraljke - Moloch – prateći vokali, gitara, saz - Scorpios – prateći vokali, bas-gitara, udaraljke, drombulje Dodatni glazbenici - Max Cavalera – vokali (na pjesmi 3) - Sakis Tolis – vokali (na pjesmi 5) - Rob Caggiano – solo gitara (na pjesmi 7) - Jivan Gasparyan Jr. – duduk | Ostalo osoblje - John Coulthart – naslovnica - Giorgos Bokos – inženjer zvuka - Jonas Kjellgren – miksanje, mastering - Fotis Benardo – inženjer zvuka (bubnjeva) - John W. Gray – inženjer zvuka (vokala na pjesmi 3) - Arthur Mitinyan – snimanje (duduka), produkcija - Edo Landwehr – fotografija - Vincent Fouquet – dodatne ilustracije |